# Wadi Al Hayaa (distrikt)
Wadi Al Hayaa (arabiska: وادي الحياة) är ett av Libyens tjugotvå distrikt (shabiyah). Den administrativa huvudorten är Awbari. Distriktet gränsar mot distrikten Wadi Al Shatii, Sabha, Murzuq och Ghat.  